# Церковь Святого Воскресения (Дакка)
Церковь Святого Воскресения (Сурб Арутюн) (арм. Դաքքայի Սուրբ Հարություն հայկական եկեղեցի, бенг. আর্মেনীয় গীর্জা, англ. the Armenian Church of the Holy Resurrection in Dhaka) — храм Армянской Апостольской церкви в квартале Арманитола старой части города Дакка, столице Бангладеш. Является одним из старейших зданий города.
Сегодня церковь закрыта и чтобы войти внутрь требуется специальное разрешение властей.

## История
Армянская община Дакки, как и всей Бенгалии, занимаясь торговлей, вскоре стала одной из самых влиятельных как в самой Дакке, так и в Бангладеш. Армянские торговцы пришли на Индийский субконтинент в XII веке. Благодаря их успехам в торговле, что укрепляло экономику государства, правитель империи Великих Моголов Акбар I Великий разрешает армянам свободно исповедовать свою религию. Средства на возведение храма собирала вся армянская община Бенгалии, однако основными ктиторами выступали армянские купцы Микаэл Саркис(ян), Аствацатур Геворг(ян), Магар Погос(ян) и Ходжа Петрос(ян). Землю предоставил купец Ага Хачик Минас. Таким образом церковь Сурб Арутюн была построена в 1781 году на месте старой деревянной часовни при кладбище. Освятил храм епископ Епрем, позже ставший Католикосом всех Армян в 1809 году (Епрем I Дзорагехци). Этим церковь впоследствии стала одним из самых старых сооружений Дакки.
Вскоре после сооружения храм стал местом встречи членов местной армянской общины. Они праздновали Рождество в церкви 7 января.  К середине XIX века армянская община Дакки состояла не более чем из 40 семей. По причине их тесных связей с британской Ост-Индийской компанией, они стали владельцами крупных земельных угодий (заминдарами, как их называют в Бангладеш) и дворцов.
Когда британцы ушли из региона и страны получили независимость, торговля джутом и нилем (это виды деревьев, из которых получали синюю краску) пошла на спад. 13 армянских фабрик по работе с этими деревьями были закрыты. Тогда армяне начали покидать Бангладеш в поисках нового источника дохода.

### Современность
Так как сегодня в Дакке не осталось армян, то церковь не имеет постоянного настоятеля и поэтому 2 раза в год приезжает армянский архиепископ из Австралии для проведения богослужений. Во время своего визита в Дакку мать Тереза побывала на богослужении в этой церкви.

## Архитектура
Храм представляет собой церковь с небольшим балконом на верхнем уровне. В церкви имеются деревянные сиденья на 100 человек. Территория церкви занимает 1 гектар. Во дворе имеются около 350 могильных плит (из белого, а некоторые из чёрного мрамора), некоторые из которых интересны своей резьбой по камню.
Церковь изначально имела высокую колокольню с часами (построенную в 1837 году) которые были видны даже из города Нараянгандж, находившегося в 15 км от Дакки. Колокольня рухнула во время землетрясения в июне 1897 года, однако позже она была восстановлена, но без часов.
Старые масляные изображения на внутренних стенах церкви приписываются некому C. Pote и датируются 1849 годом. Сегодня церковь покрашена в белый и жёлтый цвета. На башне находятся четыре традиционных колокола. Смотрителем церкви является M J Martin.

## Внешние ссылки
- wikimapia.org — Церковь на карте Дакки
- History of the Armenian Church and Armenian Community in Dhaka:
- Последний армянин Дакки (недоступная ссылка)